# ブレガ
座標: 北緯30度24分21秒 東経019度34分26秒 / 北緯30.40583度 東経19.57389度
ブレガ(アラビア語：مرسى البريقة)はリビア東部のキレナイカ地方北部のアル・ワーハート県の県都。
2006年の人口は約0.7万人。
シドラ湾に面し、地中海の南端に位置する。
この町は、ギリシア人の都市計画家にして建築家であるコンスタンティノス・ドキシアディスの計画により、コンクリートのパーツによるプレハブ工法によって建設された。

ブレガ近郊は、第二次世界大戦中にドイツアフリカ軍団の戦闘の舞台となった。
2000年1月13日、シルト石油会社がリースしていたショート360が約20km先の海岸に墜落し、22人が死亡した。
この事故の原因は、飛行機についていた着氷性の霧が溶け、エンジンを水浸しにしたことでおきた。

2011年リビア内戦においては反政府側が占領したが、3月2日に政府側が空爆を行い反撃した
ものの、反政府側によって撃退された。
ブレガの主産業は、リビア国営石油会社の子会社であるシルト石油会社によって行われる石油精製であり、同社の大製油所が存在する。
この製油所は1960年代から70年代にかけてエッソと提携していたが、1980年代初期にエッソが撤退し、シルト石油会社が完全な運営権を手に入れた。
内陸部のビルゼルデン油田より石油や天然ガスのパイプラインが通じ、天然ガスの液化施設も備え、石油・天然ガスの輸出港としてもリビア最大である。

ブレガには空港があり、トリポリと毎日定期便が運行している。